# Videografia degli Ok Go
Il gruppo musicale rock OK Go ha guadagnato una notevole fama per i suoi video musicali creativi ma spesso a basso budget (almeno inizialmente), molti dei quali sono stati promossi attraverso siti di condivisione di video su Internet come YouTube. Molti di questi sono diventati video virali; il video del 2006 di "Here It Goes Again", in cui la band ha eseguito una coreografia molto articolata con l'aiuto di otto tapis roulant, ha ricevuto oltre 50 milioni di visualizzazioni nei quattro anni successivi. Il loro video per Needing/Getting, pubblicato il 5 febbraio 2012 in collaborazione con Chevrolet, ha debuttato durante il Super Bowl XLVI e ha oltre 32 milioni di visualizzazioni su YouTube. Samuel Bayer, che ha prodotto molti video musicali negli anni '90, ha affermato che la promozione di video musicali su Internet da parte degli OK Go era simile a quella che i Nirvana avevano inaugurato nel movimento grunge. Molti dei video utilizzano anche scene lunghe, prive di montaggio o sequenze di fotogrammi sequenziali. Il successo della musica degli OK Go ha permesso loro di vincere per la prima volta il premio per artisti che producono film e video nella sezione speciale della 14ª edizione del premio Webby. Il video di "This Too Shall Pass" è stato nominato sia "Video dell'anno" che "miglior video Rock" al 3° UK Music Video Awards."
La band ha lavorato con registi tra cui Francis Lawrence, Olivier Gondry (fratello di Michel Gondry), Brian L. Perkins, Scott Keiner e Todd Sullivan. I video sono stati proiettati e visualizzati in musei, gallerie d'arte e festival di cinema in tutto il mondo, tra cui il Guggenheim Museum, The Museum of the Moving Image, The Edinburgh International Film Festival, The Los Angeles County Museum of Art, The Los Angeles Film Festival, e nel Saatchi & Saatchi New Director's Showcase.
Nel 2008 Damian Kulash ha dichiarato che la band non aveva prodotto i video di YouTube come parte di una campagna di marketing "machiavellico". "In nessun caso abbiamo pensato, 'questo porterà la gente ad acquistare i nostri dischi'. La nostra posizione è sempre stata che la ragione per cui entri in una rock band è che vuoi realizzare delle cose. Vuoi essere creativo per sentirti vivo."

## Stile
Lo stile degli OK Go ampiamente performante e corredato di particolari coreografie è nato per la prima volta in un'apparizione del 1999 nello show televisivo pubblico con sede a Chicago "Chic-a-GoGo"; Alcuni speaker e conduttori della radio di Chicago WBEZ hanno fatto finta di suonare strumenti per "CCC-Cinnamon Lips", perché alla band non era permesso di suonare dal vivo nello show. Il 31 agosto 2006, gli OK Go sono apparsi dal vivo agli MTV Video Music Awards 2006 eseguendo la loro performance su tapis roulant per "Here It Goes Again". Il 7 novembre 2006, gli OK Go hanno pubblicato un CD/DVD deluxe in edizione limitata dell'album Oh No. Il DVD contiene i loro video musicali (il gruppo che suona e danza), un video di 180 fan che eseguono la danza "A Million Ways" per un concorso su YouTube, filmati inediti e il dietro le quinte delle prove sul tapis roulant per il video di "Here It Goes Again".

## Discografia
Album di studio
- OK Go (2002)
- Oh No (2005)
- Of the Blue Color of the Sky (2010)
- Hungry Ghosts (2014)

## Elenco dei video

### Video daOK Go

#### "Get Over It"
- pubblicato agosto 2002.
- Diretto da Francis Lawrence.
- 6.822.000 visualizzazioni YouTube.[14][15]
- Il video mostra la band che si esibisce in una sala teatro mentre la telecamera si sofferma sui dettagli ambientali che fanno riferimento al testo della canzone.

#### "Don't Ask Me"
- pubblicato nel 2003.
- Diretto da Barnaby Roper.
- 2.344.000 visualizzazioni YouTube.[15][16]
- Il video ufficiale pubblicato da Capitol Records per Don't Ask Me, il secondo singolo della band, mostra in immagini in bianco e nero la band che si esibisce in una stanza con una ballerina sullo sfondo. Il video è stato realizzato per far sembrare che ci fossero molte ballerine, ma è una sola a realizzare l'intera coreografia.

#### "Don't Ask Me (Dance Booth)"
- pubblicato nel 2003.
- Diretto da Brian L. Perkins.
- 327.000 visualizzazioni YouTube.[15][17]
- Questo video mostra fan e membri della band che ballano su uno sfondo arancione. È stato girato durante il tour della band con The Vines da Brian Perkins, collaboratore abituale della band.

#### "You're So Damn Hot"
- Diretto da Scott Keiner.
- 1.440.000 visualizzazioni YouTube.[15][18]
- Il video musicale di "You're So Damn Hot" mostra varie clip della band in tournée, sul palco, nel back stage, incontrando i fan, con alcune immagini trasformate in disegni e altre decorazioni aggiunte alle scene.

"What To Do"
- 480.000 visualizzazioni YouTube.[15][19]
- In bianco e nero, mostra la band insieme ad un trombonista posto alle spalle della band, che esegue un breve assolo, e una donna in penombra.
- La versione del brano è acustica e non corrisponde alla versione originale in studio.

### Video daOh No

#### "A Million Ways"
- Diretto da Trish Sie e OK Go.[20]
- 5.691.000 visualizzazioni YouTube.[15][21]
- Questo semplice video della band che esegue una coreografia nel cortile del cantante principale è diventato il primo successo virale della band, anche se non era originariamente destinato al pubblico. In un articolo intitolato "Here We Go Again: I video musicali dopo YouTube" Maura Edmond scrive che il filmato "è diventato immensamente popolare su iFilm e altri siti di video online prima che la band avesse pensato di utilizzare il filmato specificamente come video musicale e prima di aver chiesto l'approvazione dalla loro etichetta".[22] Il video è stato proiettato all'Edinburgh International Film Festival nel 2006.[23]

#### "Here it goes again"
- pubblicato il 31 luglio 2006.
- Diretto da Trish Sie e OK Go.
- 65.482.000 visualizzazioni YouTube.[15][24]
- Il video di "Here It Goes Again" mostra la band che esegue una elaborata coreografia su otto tapis roulant allestiti nella casa della regista e coreografa Trish Sie.[25] La band si è allenata per una settimana prima di girare il video e ha conservato la copia master sul laptop di Damian Kulash per un anno prima di pubblicare il video su YouTube. Il video originale di YouTube è stato visto da oltre un milione di persone nei primi sei giorni dopo il caricamento, ed è stato visualizzato più di 52 milioni di volte prima di essere rimosso dal canale della band, rendendolo per numero di visualizzazioni il 42° video di YouTube e il 29° tra i video musicali. È anche per numero di gradimenti al settimo posto tra i video di YouTube e il primo tra i video musicali. Il video è diventato il video più riprodotto su MTV e VH1 negli Stati Uniti, il video più acquistato su iTunes negli Stati Uniti e nel Regno Unito e il video n. 2 su MTV2 nel Regno Unito ed è stato presentato in uno spot Nike nel 2007.[26] A partire da settembre 2017, il nuovo upload ha avuto più di 37 milioni di visualizzazioni. Gli OK Go hanno eseguito la performance del video di "Here It Goes Again" dal vivo su tapis roulant agli MTV Video Music Awards 2006, dopo aver trascorso una settimana di prove agli Alvin Ailey Dance Studios di Manhattan. Il video ha vinto il premio YouTube 2006 per il video più creativo[27] e il Grammy Award 2007 per il miglior video.[28] Nel 2011, "Here It Goes Again" è stato nominato da Time Magazine uno dei 30 migliori video musicali di tutti i tempi.[29]

#### "Invincible"
- Diretto da Tim Nackashi e OK Go.
- 2.813.000 visualizzazioni YouTube.[15][30]
- Il video musicale di "Invincible" è un video che per buona parte mostra, nello schermo diviso, due tipi di scene: sul lato destro si vedono gli OK Go che eseguono il brano; sul lato sinistro viene mostrata l'esplosione di vari oggetti domestici.

#### "Do What You Want" (Party Version)
- Diretto da Olivier Gondry.
- 678.000 visualizzazioni YouTube.[15][31]
- Per questo video, il regista Olivier Gondry ha impiegato 28 telecamere diverse[32] per catturare in modo frenetico una festa scatenata.

#### "Do What You Want" (Wallpaper Version)
- Diretto da Damian Kulash, Jr.
- 3.222.000 visualizzazioni YouTube.[15][33]
- Il secondo video di Do What You Want presenta i membri della band e un certo numero di artisti di Los Angeles interamente coperti nel modello di carta da parati utilizzato sulla copertina del secondo album della band. In una trovata pubblicitaria prima dell'uscita del video, la band indossava abiti fatti con il motivo della carta da parati sul tappeto rosso dei Grammy Awards 2007.[34]

### Video daOf the Blue Colour of the Sky

#### "WTF?"
- pubblicato il 17 novembre 2009.[35]
- Diretto da Tim Nackashi e OK Go.
- 5.434.000 visualizzazioni YouTube.[15][36]
- "WTF?" è stato il primo video pubblicato dal terzo album di OK Go Of the Blue Color of the Sky.[35] È un video musicale singolo girato su uno schermo verde.[37] La band ha usato un linguaggio di programmazione open source e un ambiente di sviluppo integrato chiamato Processing per impilare ogni frame filmato sopra a quello precedente, creando un effetto psichedelico.[38]

#### Video ufficiale "This Too Shall Pass" (Marching Band)[39]
- pubblicato l'8 gennaio 2010 con la "Band of the Fighting Irish" dell'Università di Notre Dame.
- Diretto da Brian L. Perkins e OK Go.
- 14.942.000 visualizzazioni YouTube.[15][40]
- Il primo video di OK Go per "This Too Shall Pass" è un video realizzato con un unico piano sequenza  con 125 membri della banda musicale dell'Università di Notre Dame e 50 studenti della Perley Elementary e Good Shepherd Montessori School di South Bend, Indiana. Il video ha richiesto 20 riprese prima di essere realizzato correttamente. La band ha contattato la banda musicale di Notre Dame dopo aver visto un video su YouTube in cui eseguiva Here It Goes Again in una partita di calcio.[41]
- La versione del brano che si ascolta è quella suonata durante le riprese, pertanto non corrisponde alla versione originale in studio.

#### "This Too Shall Pass" (Rube Goldberg Machine)
- pubblicato il 1 marzo 2010 in collaborazione con State Farm Insurance, una delle più importanti agenzie assicurative statunitensi.[42]
- Diretto da James Frost, OK Go e Syyn Labs.
- 74.725.000 visualizzazioni YouTube.[15][43]
- Il secondo video di OK Go per "This Too Shall Pass" è un video musicale della band che si esibisce all'interno di un'elaborata macchina di Rube Goldberg costruita in un magazzino nella zona di Echo Park a Los Angeles.[44] Il video sembra essere girato in un unico piano sequenza, ma in realtà utilizza 3 riprese diverse. La realizzazione è iniziata nel novembre 2009 e la registrazione del video è durata per due giorni, l'11 e il 12 febbraio 2010 con un equipaggio totale di 60 membri del personale di produzione. La macchina, che, tra le altre cose, fa rotolare sfere di metallo lungo dei binari, fa oscillare bastoni e martelletti, versa acqua, srotola bandiere, lancia uno stormo di ombrelli da un livello superiore e spara cannoni di vernice sulla band, è stata progettata con precisione per essere sincronizzata con la canzone. Il video ha richiesto circa 60 riprese per essere completato correttamente, con pause di un'ora e uno staff di 30 impiegato per ripristinare la macchina tra una ripresa e l'altra.[45] Questo video è stato il settimo video più visto del 2010 e come tale è stato pubblicato su YouTube Rewind 2010.
- La versione del brano, contrariamente alla prima versione video, corrisponde all'originale in studio, fatta eccezione per l'introduzione, registrata in presa diretta, ed il momento in cui si sente il tintinnio dei bicchieri a tempo ed intonato con il motivo della canzone.

#### "End Love"
- pubblicato il 14 luglio 2010.[46]
- Diretto da OK Go, Eric Gunther e Jeff Lieberman.
- 17.436.000 visualizzazioni YouTube.[15][47]
- "End Love" è un video realizzato con la tecnica denominata passo uno (o stop motion).[48] La coreografia del video include il momento in cui i membri del gruppo OK Go hanno dormito durante la notte nel parco dove il video è stato girato mentre le telecamere continuavano a riprendere.[49] La band ha invitato i fan a partecipare al video e un gruppo di volontari è presente alla fine del video. Il video contiene diverse velocità di frequenza dei fotogrammi, da un fotogramma al secondo in passo uno, fino a riprese rallentate o a 30 volte la velocità normale.[50] Durante le riprese, un'oca che vive nel parco ha seguito la band, e di conseguenza è presente durante il video. Fu soprannominato "Orange Bill" dai membri della band.

#### "White Knuckles"
- pubblicato il 20 settembre 2010.[51]
- Diretto da Trish Sie e OK Go.
- 27.929.000 visualizzazioni YouTube.[15][52]
- "White Knuckles" è un video musicale in un unico piano sequenza con i membri del gruppo che ballano con 12 cani (incluso il cane Bunny Carlos del cantante principale Damian Kulash). Il video è frutto di una collaborazione con gli addestratori di animali Lauren Henry e Ronald Sonnenburg in associazione con Talented Animals.[53] Nonostante la difficoltà di girare un video in un'unica scena con animali ("Per quelli di voi che non hanno mai lavorato con un animale in un film, usiamo tagli e angoli di ripresa ottimali per tutto", ha scritto Sonnenburg sul blog di Talented Animals) la band si è recata in Oregon con 12 addestratori, 12 cani, una capra, due traslochi di mobili e il resto del team di produzione per quattro settimane di addestramento, coreografia, prove e riprese.[54] Sono state effettuate 124 take in tre giorni e la settantaduesima è risultata essere la migliore, venendo quindi scelta per il video finale. Il video è stato presentato in anteprima su The Ellen Degeneres Show il 20 settembre 2010 ed è stato eseguito dalla band in The Tonight Show con Jay Leno più tardi quella notte.[55] Il video è stato distribuito in 3D su Nintendo 3DS il 10 aprile 2013.[56] Il video sostiene anche il salvataggio di animali, concludendo con il messaggio: "Questi cani sono stati fortunati a trovare case amorevoli, ma molti altri stanno ancora aspettando. Aiutaci a sostenere gli sforzi di salvataggio degli animali presso l'ASPCA." L'ASPCA è un'associazione dedicata a prevenire azioni violente e crudeli contro gli animali. La band ha annunciato che tutti i proventi delle vendite di video sarebbero stati devoluti a tale causa.[57]

#### "Last Leaf"
- pubblicato il 10 novembre 2010 in collaborazione con Samsung NX100 iFn.[58]
- Diretto da OK Go, Nadeem Mazen e Ali Mohammad.[59]
- 5.262.000 visualizzazioni YouTube.[15][60]
- "Last Leaf" è un video di animazione in stop motion creato con 2.430 pezzi di toast[61] tagliati al laser con disegni creati dai membri della band e dall'artista Geoff Mcfetridge.[62] Girato su una fotocamera Samsung NX100 iFn, il video utilizza 15 foto per ogni secondo di animazione.[63]

#### "Back From Kathmandu"
- pubblicato il 12 dicembre 2010 in collaborazione con Range Rover.[64]
- Diretto da OK Go.
- 1.262.000 visualizzazioni YouTube.[15][65]
- In "Back From Kathmandu", Il gruppo ha guidato i fan in una parata musicale di 8 km durata circa 8 ore per le strade di Los Angeles. Il concetto del video si basava sui cortei musicali tipici di New Orleans, dove grandi gruppi di musicisti non professionisti si riuniscono con strumenti e marciano per la città.[66] Guidato dall'app Pulse Of The City di Range Rover, che consente agli utenti di visualizzare i viaggi utilizzando la tecnologia GPS, il percorso tracciato ha formato un enorme "OK GO" per le strade della città.[67]

#### "All Is Not Lost"
- pubblicato il 25 luglio 2011 in collaborazione con Google Chrome Japan e con Pilobolus.[68]
- Diretto da OK Go, Pilobolus e Trish Sie.
- 3.452.000 visualizzazioni YouTube.[69]
- All Is Not Lost è un'applicazione web multi-finestra abilitata per HTML-5, che unisce elaborate coreografie di alto livello con la tecnologia, per creare una danza ibrida tecnologico-umana. Nel video, i ballerini vengono ripresi dal basso esibendosi su una superficie di plexiglas trasparente mentre indossano tute verdi aderenti. Nel corso del video, la danza viene suddivisa in un numero sempre più alto di finestre HTML5, espandendo ulteriormente il numero di possibili interazioni e movimenti per i ballerini fino a comporre, mediante la posizione dei piedi, il titolo del brano stesso. Il team di produzione ha girato 12 film separati, tutti in sequenza. Alla fine, il video si divide in 48 finestre separate per comporre il messaggio "Diffondi amore" in inglese (Spread love), spagnolo (Esparce el amor), francese (Répandre l'amour), tedesco (Liebe säen, sebbene la traduzione non sia letterale, dal momento che säen significa "seminare" anziché diffondere) e in giapponese (アイヲ ヒロメヨウ).[70] Il 27 luglio 2011, la band ha lanciato una versione 3D del video sulla piattaforma Nintendo 3DS,[71] che consente la visualizzazione di video 3D senza la necessità di occhiali speciali. La versione 3D è stata creata dal regista Eric Kurland ed è notevole perché la terza dimensione appare dietro lo schermo invece di "saltar fuori" di fronte. Per diverso tempo era disponibile il collegamento ad un sito (www.allisnotlo.st) dove in maniera interattiva si poteva far comporre alla coreografia realizzata da Pilobolus una frase a proprio piacimento.

#### "Needing/Getting"
- pubblicato il 5 febbraio 2012 in collaborazione con Chevrolet.[72]
- Diretto da Brian L. Perkins e Damian Kulash, Jr.
- 49.262.000 visualizzazioni YouTube[15][73]
- Per "Needing/Getting", OK Go e Chevrolet hanno equipaggiato una Chevy Sonic con bracci pneumatici retrattili predisposti per suonare oltre 1000 strumenti mentre l'auto percorreva una breve pista nel deserto, registrando una versione live "auto-acustica" della canzone.[74] Il video è stato realizzato in più di quattro giorni che seguivano quattro mesi di preparazione e progettazione. La preparazione includeva le lezioni di guida acrobatica prese dal cantante Damian Kulash. Il video è stato presentato in anteprima il 5 febbraio 2012 durante lo show pre-partita del Super Bowl XLVI[3] ed è stato riproposto durante l'incontro come parte dello spot di "Stunt Anthem" di Chevrolet[75].
- In base al progetto del video la versione del brano è quella suonata durante il percorso dell'automobile Chevrolet Chevy Sonic guidata dal cantante del gruppo, differenziandosi da quella presente nell'album.

#### "Skyscrapers"
- pubblicato il 29 marzo 2012.[76]
- Diretto da Trish Sie.
- 7.374.000 visualizzazioni YouTube[15][77]
- Nel video, la regista Trish Sie balla con il partner Moti Buchboot un tango su diversi sfondi monocromatici, secondo una scala di colori corrispondente grosso modo allo spettro visibile.[76] Gli stessi ballerini indossano abiti intonati con lo sfondo, creando un effetto molto gradevole. Il video è stato distribuito in 3D su Nintendo 3DS il 29 marzo 2012.[78]

### Video daHungry Ghosts

#### "The Writing's On the Wall"
- pubblicato il 17 giugno 2014
- Diretto da Damian Kulash Jr., Aaron Duffy e Bob Partington
- 28.952.000 visualizzazioni YouTube.[15][79]
- Questo è stato il primo video pubblicato dal quarto album di OK Go, Hungry Ghosts. È una ripresa in piano sequenza, in cui la telecamera viene spostata manualmente dalla band all'interno di un magazzino nel quale sono allestiti diversi scenari composti da oggetti comuni, abiti indossati dalla band e superfici verniciate, in modo da creare illusioni ottiche quando la telecamera si trova nella posizione corretta.

#### "I Won't Let You Down"
- pubblicato il 27 ottobre 2014
- Diretto da Damian Kulash Jr., Kazuaki Seki
- 50.683.000 visualizzazioni YouTube.[15][80]
- Un video molto ambizioso, quello di I won't Let You Down con la band e oltre 2.300 ballerini che eseguono una coreografia registrata in un unico piano sequenza. La videocamera è montata su un drone ad otto eliche per spostarsi tra il livello del suolo e gli scatti a volo d'uccello. I membri della band e un gran numero di ballerini si spostano utilizzando il veicolo Honda UNI-CUB. Secondo quanto dichiarato dallo stesso cantante della band l'idea, la pianificazione e le prove hanno richiesto circa un mese, verso agosto 2014, prima di poter effettuare le riprese.[81] L'intero video è stato girato eseguendo il brano a velocità dimezzata e accelerato durante il montaggio in modo da aiutare i ballerini a eseguire la complessa coreografia.

#### "Upside Down and Inside Out"
- pubblicato il 13 febbraio 2016 in collaborazione con S7 Airlines.
- Diretto da Damian Kulash Jr., Trish Sie
- 28.191.000 visualizzazioni YouTube.[15][82]
- Un progetto ancora più ambizioso accompagna la realizzazione di questo video che mostra il gruppo su un aereo che, effettuando un volo parabolico, permettere di sperimentare la microgravità ai passeggeri. Il video è stato girato in una singola ripresa di 45 minuti, ma in fase di montaggio sono state eliminate le parti in cui la gravità era normale o aumentata per la forza dell'accelerazione dell'aereo in salita. Il video è caratteristico per i vari oggetti lasciati fluttuare, tra cui palline colorate, pupazzi contenenti caramelle, piccole strobosfere e palloncini contenenti liquido colorato, fatti scoppiare dai componenti del gruppo. Ad essi si aggiungono anche due ballerine acrobatiche allenate all'assenza di peso.

#### "The One Moment"
- pubblicato il 24 novembre 2016 in collaborazione con Morton Salt.
- Diretto da Damian Kulash Jr.
- 33.121.000 visualizzazioni YouTube.[15][83]
- Il video di questo brano consiste in un piano sequenza della durata di 4,28 secondi, durante il quale si susseguono 318 eventi, rallentato per durare 2 minuti e 45 secondi e adattarsi alla velocità e al ritmo della canzone. Al termine di questa sequenza rallentata sono presenti 16 secondi a velocità normale dove si vede il cantante che esegue una parte del brano, e una parte rallentata nella quale il bassista, il chitarrista e il batterista vengono lanciati sopra dei getti di liquido colorato. Il video si conclude con il ritorno alla scena iniziale soffermandosi su un elemento prima non incluso nell'inquadratura: il riferimento alla campagna #WalkHerWalk di Morton Salt, per sensibilizzare sulla necessità di agire positivamente ed influenzare col bene l'ambiente circostante.[84]

#### "Obsession"
- pubblicato il 23 novembre 2017 in collaborazione con Double A Paper.
- Diretto da Damian Kulash Jr. e Yusuke Tanaka
- 20.316.000 visualizzazioni YouTube.[15][85]
- Il video è un piano sequenza accelerato che mostra la band che balla coordinandosi con due pareti di 567 stampanti desktop sincronizzate per stampare fogli di carta colorata con una precisione di 1 mm, creando ciò che la band ha chiamato il primo video di "mappatura della carta". Durante la coreografia i membri del gruppo vengono sollevati da dei cavi e danzano fluttuando nell'aria. Tutta la carta utilizzata è stata riciclata e tutti i proventi del video sono andati a Greenpeace.[86]

### Collaborazioni speciali e video non relativi ad alcun album

#### "Today Goes Viral"
- pubblicato il 17 novembre 2010.[87]
- 575.000 visualizzazioni YouTube.[15][88]
- Per la settimana video virale di "Today Goes Viral" di The Today Show, OK Go ha aiutato i presentatori dello show Meredith Vieira, Matt Lauer, Ann Curry e Al Roker a creare un video di animazione in stop motion in cui la band riversa palline da ping-pong dai colori vivaci in le teche di vetro in cui si trovano gli ospiti.[87]

#### "The Muppet ShowTheme Song"
- Diretto da Kirk Thatcher[89]
- pubblicato il 23 agosto 2011.
- 14.719.000 visualizzazioni YouTube.[15][90]
- La cover degli OK Go del tema musicale del The Muppet Show è stata inclusa insieme alle cover di Weezer, The Fray, My Morning Jacket e Andrew Birdon in Muppets: The Green Album, un album tributo pubblicato nel 2011 prima del film The Muppets.[91] Il video presenta OK Go e The Muppets che riproducono scene di diversi video musicali di OK Go, tra cui "Here It Goes Again", "White Knuckles", "This Too Shall Pass" e "All Is Not Lost".[92] Il 31 agosto 2011 OK Go ha eseguito la canzone con Animal (uno dei Muppet) in The Tonight Show With Jay Leno.[93] La band era precedentemente apparsa con Animal e Sgt. Floyd Pepper, bassista della band dei Muppet Dr. Teeth e The Electric Mayhem, ai Webby Awards del 2010 dove hanno registrato un video comico del batterista OK Go Dan Konopka che ha partecipato a un contest con Animal.[94] Il video presentava anche Zach Galifianakis.

#### "3 Primary Colors"
- pubblicato il 31 gennaio 2012 su Sesame Street.[95]
- Diretto da Al Jarnow.
- 596.112.000 visualizzazioni YouTube.[15][96]
- Per l'apparizione della band in Sesame Street, OK Go ha collaborato con Al Jarnow, un animatore famoso per i cortometraggi educativi e sperimentali che ha creato negli anni '60-'80 per Sesame Street e The Electric Company. Nel video, OK Go insegna agli spettatori il rosso, il giallo, il blu e i colori che ottieni quando li mescoli mentre canti una canzone per bambini chiamata "3 colori primari" che hanno scritto appositamente per il video.[97] Un videogioco basato su "3 colori primari" è uscito sul sito web di Sesame Street il giorno della trasmissione dell'episodio.[95] A tuttora sembra sia il video riguardante gli OK Go che ha ottenuto il maggior numero di visualizzazioni.

#### "Saatchi and Saatchi Music Video Challenge 2013"
- Video inviati entro il 22 maggio 2013, video vincitore annunciato il 6 giugno 2013.
- Video vincitore diretto da Nelson de Castro, vincitore di People's Choice diretto da BJ Golnick
- Il video vincitore ha collezionato 2.676.000 visualizzazioni YouTube.[15]
- Nel 2013, Saatchi e Saatchi hanno annunciato che l'argomento della loro terza sfida Music Video sarebbe stata la canzone di OK Go, "I'm Not Through", dal loro quarto album, Hungry Ghosts. Alla fine, sono stati selezionati 12 finalisti: Eran Amir (Germania), Carolina Aguirre Barrandeguy (Regno Unito), Sara Brink (Stati Uniti), Nelson de Castro (Stati Uniti), Roberto Espinosa (Stati Uniti), BJ Golnick (Stati Uniti), Alice Lam (Stati Uniti), Benjamin Minot e Jacqueline Bulnes (Italia), Shan Palmer (Stati Uniti), Riccardo Salvi e Alberto Falcone (Regno Unito), Lavado Stubbs (Bahamas) e Jonah Sugden (Regno Unito). Il video vincitore (che può essere visto qui), è stato diretto da Nelson de Castro. Il vincitore del premio People's Choice è stato diretto da BJ Golnick.

#### "OK Go: An NPR Tiny Desk Concert in 223 takes"
- pubblicato il 3 giugno 2013 in collaborazione con NPR Music.[98]
- Diretto da Mito Habe-Evans e Todd Sullivan.
- 613.000 visualizzazioni YouTube.[99]
- Girato in 223 takes, per più di 2 giorni, il video racconta che NPR Music si trasferisce in un nuovo ufficio. OK Go inizia a suonare "All Is Not Lost" da Of The Blue Color Of The Sky nel vecchio ufficio e continua la stessa canzone mentre viaggia con i mobili che vengono imballati, trasportati e riassemblati nel nuovo ufficio di NPR.[98]